# Karsten Kobs
Karsten Kobs, född 16 september 1971 i Dortmund, är en tysk friidrottare (släggkastare).
Kobs första större mästerskap var junior-VM 1990 där han slutade på fjärde plats. Efter att ha misslyckats att kvalificera sig till finalomgången i VM både 1993 och 1995, blev VM 1997 i Aten ett steg framåt där Kobs kvalificerade sig till final men slutade nia. Vid EM i Budapest 1998 nådde han prispallen med ett kast över 80 meter och han slutade trea. VM 1999 i Sevilla blev ytterligare ett steg framåt och Kobs vann tävlingen. 
Efter segern 1999 har Kobs deltagit i de flesta större mästerskap utan att nå samma nivåer. Vid OS 2000 misslyckades han att ta sig till final. Vid OS 2004 slutade han åtta i finalen. 
Kobs personliga rekord är 82,78 och är från 1999.